# Graphocraerus ventralis
Graphocraerus ventralis är en insektsart som beskrevs av Carl Fredrik Fallén 1806. Graphocraerus ventralis ingår i släktet Graphocraerus och familjen dvärgstritar. Arten är reproducerande i Sverige. Inga underarter finns listade i Catalogue of Life.